# Professional Disc for Broadcast
Die Professional Disc ist eine Weiterentwicklung der Blu-ray Disc für den professionellen Broadcast-Einsatz.
Sie wurde 2003 von Sony eingeführt.

## Allgemeines
Die Professional Disc wird in den professionellen Kamerasystemen XDCAM und XDCAM HD von Sony eingesetzt. Das gängigste und ursprüngliche Modell der Disk kann 23 Gigabyte speichern und hat gegenüber bandbasierten Formaten den Vorteil, dass man das Videomaterial nicht in Echtzeit in den Computer laden muss, bevor es dort weiterverarbeitet werden kann. Die Daten können stattdessen schneller als in Echtzeit über die Firewire-, Ethernet- oder USB-Schnittstelle kopiert werden. Jede Aufnahme wird in einer einzelnen Datei gespeichert und nicht als zusammenhängender Datenstrom wie auf einem Magnetband. Parallel dazu werden Proxydateien gespeichert, die das Video zum schnelleren Überblick in einer verkleinerten, stark komprimierten Version beinhalten. Die Disk verwendet denselben blauen Laser wie die Blu-ray Disc, jedoch ein anderes Dateiformat. Sie ist stets mit einem Gehäuse („Cartridge“) umschlossen, dessen Verschluss im Camcorder bzw. dem Recorder geöffnet wird.
Die Disk wird in Verbindung mit dem System XDCAM von führenden Rundfunkanstalten Europas eingesetzt, unter anderem vom WDR. Das Medium ist wiederbespielbar. Sony gibt offiziell eine Datenhaltbarkeit von 50 Jahren an.
Mittlerweile gibt es Dual-Layer-Medien mit einer Kapazität von 50 Gigabyte. Diese sind jedoch nur in neueren Geräten einsetzbar. Bei diesen Geräten befindet sich unterhalb des „PD“-Logos noch die Buchstabenkombination „DL“. Da auch schon eingeführte Geräteserien Dual-Layer fähig gemacht wurden, endet bei diesen die Modellbezeichnung zur Unterscheidung auf „5“ statt auf „0“. Seit Anfang 2011 gibt es Quad-Layer-Medien, die eine Kapazität von 128 Gigabyte und eine erhöhte Übertragungsgeschwindigkeit aufweisen. Diese kann man allerdings nur einmalig und nur mit bestimmten Recordern beschreiben. 

## Aufnahmeformate und -länge
23-GB-Variante:
| Format     | Datenrate | max. Aufzeichnungslänge                                         |
| ---------- | --------- | --------------------------------------------------------------- |
| MPEG HD422 | 50 MBit/s | ca. 95 Min. (PFD50DLA), ca. 43 Min. (PFD23A), ca.4h (PFD128QLW) |
| MPEG HD    | 35 MBit/s | über 145 Min. (PFD50DLA), über 65 Min. (PFD23A)                 |
| MPEG HD    | 25 MBit/s | ca. 190 Min. (PFD50DLA), ca. 85 Min. (PFD23A)                   |
| MPEG IMX   | 50 MBit/s | ca. 100 Min. (PFD50DLA), ca. 45 Min. (PFD23A)                   |
| MPEG IMX   | 40 MBit/s | ca. 120 Min. (PFD50DLA), ca. 55 Min. (PFD23A)                   |
| MPEG IMX   | 30 MBit/s | ca. 150 Min. (PFD50DLA), ca. 68 Min. (PFD23A)                   |
| DVCAM      | 25 MBit/s | ca. 185 Min. (PFD50DLA), ca. 85 Min. (PFD23A)                   |

## Kompatible Geräte

### Camcorder
Aktuell:
- PDW 510
- PDW 530
- PDW 700
- PDW 850
- PDW F335K/2
- PDW F335L
- PDW F355L
- PDW F800

Angekündigt:
- PDW F330K
- PDW F330L
- PDW F350L

### Recorder und Laufwerke
Aktuell:
- XDS-PD2000
- XDS-PD1000
- PDW-1500
- PDW HD1500
- PDW F1600
- PDW F30
- PDW F75
- PDW D1
- PDW HR1
- PDW R1
- PDW U2
- PDW U1
- PDW V1